# 가곡초등학교 대곡분교
가곡초등학교 대곡분교는 대한민국 충청북도 단양군에 있는 공립 초등학교이다.

## 연혁
- 1954년 4월 10일 : 개교
- 1996년 3월 1일 대곡초등학교로 개칭
- 1998년 3월 1일 가곡초등학교 대곡분교장으로 격하